# Dunavarsány
Dunavarsány é uma cidade da Hungria, situada no condado de Peste. Tem 22,52 km² de área e sua população em 2019 foi estimada em 8.141 habitantes.